# 埃斯泰朗叙比
埃斯泰朗叙比（法語：Estérençuby，法語發音：[ɛsteʁɛ̃sybi]）是法国大西洋比利牛斯省的一个市镇，南面与西班牙接壤，属于巴约讷区。

## 地理
埃斯泰朗叙比（43°6'16"N, 1°11'44"W）面积45.87 平方千米，位于法国新阿基坦大区大西洋比利牛斯省，该省份为法国东南部省份，涵盖了贝阿恩与北巴斯克，西临大西洋比斯開灣，北至朗德省，东北接热尔省，东临上比利牛斯省，南与西班牙接壤。
与埃斯泰朗叙比接壤的市镇（或旧市镇、城区）包括：阿阿克斯-阿尔谢特-巴斯卡桑、安西勒、莱昆贝里、圣米歇尔、奥尔瓦伊塞塔。
埃斯泰朗叙比的时区为UTC+01:00、UTC+02:00（夏令时）。

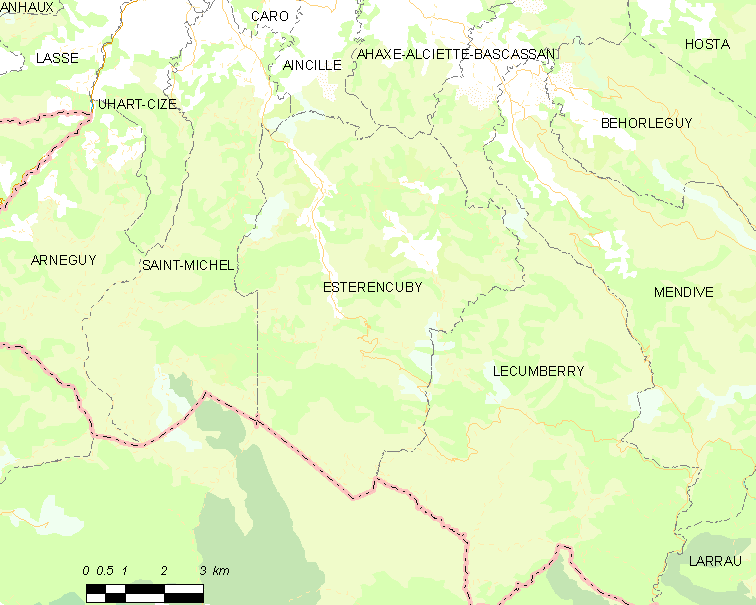
埃斯泰朗叙比的OSM定位图

## 行政
埃斯泰朗叙比的邮政编码为64220，INSEE市镇编码为64218。

## 政治
埃斯泰朗叙比所属的省级选区为巴斯克山地县。

## 人口

1962-2008年间埃斯泰朗叙比人口变化图示

埃斯泰朗叙比于2022年1月1日时的人口数量为304人。